# Magno Soares
José Magno Soares da Silva (São Miguel do Tapuio, 10 de novembro de 1980) é um político brasileiro. Filiado ao Partido dos Trabalhadores (PT), é o atual prefeito da cidade de Castelo do Piauí.

## Carreira política
Em 2012, Magno Soares começou sua carreira na política, se candidatando para ao cargo de vereador no município de Castelo do Piauí, e foi eleito no município, com 649 votos (5,68%). Em 2016, se candidatou para prefeito no mesmo município, concorrendo com Marcello Maia (do partido PSD), Mango obteve êxito e foi eleito prefeito municipal na cidade de Castelo do Piauí, com 6,886 mil votos (58,03%). Teve como vice-prefeito Daniel Machado, do partido MDB. Durante o seu primeiro mandato, Magno instalou um túnel de descontaminação no centro comercial de Castelo do Piauí, ao combate contra a pandemia de COVID-19. Também inaugurou um espaço para o atendimento exclusivo de casos suspeitos da pandemia, na cidade. Juntamente com o governador do Piauí, Wellington Dias, foram inauguradas algumas obras de mobilidade urbana em 6 de março de 2020. Além de outras obras de pavimentação poliédrica.
Em 2020, Magno foi reeleito prefeito de Castelo do Piauí, conseguindo 6,100 mil votos (50,95%). O seu concorrente Osmano Moura (do partido Progressistas), conseguiu 5,873 mil votos (49,05%). Em 2023, foi angariado com o Prêmio Gestor Social, instituído pelo COEGEMAS/PI e APPM, cujo reconheceu as "ações socialmente responsáveis e de valorização dos ser humano". Assim como o Prêmio Gestor Educador pela Undime/PI, nos anos de 2019 e 2022, na qual reconhece os municípios do estado que atingiram os mais favoráveis resultados no Índice de Desenvolvimento da Educação Básica (IDEB). Nas eleições municipais de 2024 em Castelo do Piauí, Magno apoiou o candidato a prefeito, Júnior Abreu (PT) e a vice-prefeita Anna Belé (MDB), que foi eleito no primeiro turno com 52,07% dos votos válidos, totalizando 6,883 votos. Seu concorrente, Osmano Moura (PP), perdeu novamente ao receber 6,336 votos, o que corresponde a 47,93% dos votos válidos.
Tentativa de assalto
Em 6 fevereiro de 2020, Magno Soares e sua família foram feitos de reféns em sua residência, em Castelo do Piauí, por dois bandidos armados, foram feitas várias ameaças à sua família. O prefeito explicou:
| “ | Desde o ano passado tenho recebido várias ameaças, mas não dei importância. Desta vez foram longe demais, além de ameaçar fizeram minhas filhas e esposa reféns. Já conversei com o Secretário de Segurança que disponibilizou apoio necessário e uma investigação foi aberta. | ” |

Magno afirmou que não tem dúvidas do cunho eleitoral na tentativa de assalto dos criminosos.